# Herscher
Herscher es una villa ubicada en el condado de Kankakee en el estado estadounidense de Illinois. En el Censo de 2010 tenía una población de 1591 habitantes y una densidad poblacional de 339,39 personas por km².

## Geografía
Herscher se encuentra ubicada en las coordenadas 41°2′57″N 88°6′1″O / 41.04917, -88.10028. Según la Oficina del Censo de los Estados Unidos, Herscher tiene una superficie total de 4.69 km², de la cual 4.69 km² corresponden a tierra firme y (0%) 0 km² es agua.

## Demografía
Según el censo de 2010, había 1591 personas residiendo en Herscher. La densidad de población era de 339,39 hab./km². De los 1591 habitantes, Herscher estaba compuesto por el 98.43% blancos, el 0% eran afroamericanos, el 0.25% eran amerindios, el 0.19% eran asiáticos, el 0.06% eran isleños del Pacífico, el 0.13% eran de otras razas y el 0.94% pertenecían a dos o más razas. Del total de la población el 1.51% eran hispanos o latinos de cualquier raza.